# Ацетил-КоА
Ацетилкофермент А, ацетил-коэнзим А, сокращённо ацетил-КоА — важное для обмена веществ соединение, используемое во многих биохимических реакциях. Его главная функция — доставлять атомы углерода с ацетил-группой в цикл трикарбоновых кислот, чтобы те были окислены с выделением энергии. По своей химической структуре ацетил-КоА — тиоэфир между коферментом А (тиолом) и уксусной кислотой (носителем ацильной группы). Ацетил-КоА образуется во время второго шага кислородного клеточного дыхания, декарбоксилирования пирувата, который происходит в матриксе митохондрии. Ацетил-КоА затем поступает в цикл трикарбоновых кислот.
Ацетил-КоА — важный компонент биологического синтеза нейротрансмиттера ацетилхолина. Холин, в соединении с ацетил-КоА, катализируется ферментом холин-ацетилтрансферазой, чтобы образовать ацетилхолин и коэнзим А.

## Функции

### Окислительное декарбоксилирование пирувата и реакции пируват-формиат-лиазы
Кислородное преобразование пирувата в ацетил-КоА называют реакцией окислительного декарбоксилирования пирувата. Она катализируется пируватдегидрогеназным комплексом. Другие преобразования между пируватом и ацетил-КоА возможны. Например, пируват-формиат-лиазы преобразуют пируват в ацетил-КоА и муравьиную кислоту.

### Метаболизм жирных кислот
В организме человека осуществляется синтез насыщенных жирных кислот с парным количеством углеродных атомов (в большинстве пальмиата и стеарата); метаболическим источником для этого синтеза является ацетил-КоА, который образуется за счет аэробного окисления глюкозы. Активность процесса биосинтеза жирных кислот зависит от характера диеты; еда, которая содержит большое количество жиров, подавляет скорость этого синтеза. 
Ферментные реакции биосинтеза жирных кислот из ацетил-Коа, в отличие от их окисления, осуществляются в цитоплазме клеток; основным продуктом этого синтеза является пальмитиновая кислота {\displaystyle C_{15}H_{31}COOH}.
Непосредственным донором двухуглеродных фрагментов, которые используются клеткой для синтеза длинноцепочечных жирных кислот, является ацетил-КоА, образованный в реакции окислительного декарбоксилирования пирувата, которая протекает в матриксе митохондрий. Поскольку внутренняя мембрана митохондрий непроницаема для ацетил-КоА, то для использования ацетил-КоА в процессе биосинтеза жирных кислот применяется специальная система, которая транспортирует митохондриальный ацетил-КоА в цитозоль. Процесс осуществляется следующим образом
1. Внутри митохондрий ацетил-КоА взаимодействует с оксалоацетатом, образуя лимонную кислоту (цитрат), которая является главным субстратом окислительного цитратного цикла, но может частично оставлять митохондрии и выходить в цитозоль с помощью специальной транспортной системы трикарбоксилатов:
1) {\displaystyle Acetyl-CoA_{mitochondrial}+Oxaloacetate\longrightarrow Citrate_{mitochondrial}+CoA-SH}
2) {\displaystyle Citrate_{mitochondrial}\longrightarrow Citrate_{cytosolic}}
Стимуляция выхода цитрата из митохондрий в цитоплазму возможно в условиях, если способствуют активации анаболических процессов в организме, в частности при усиленном питании глюкозой и другими сахарами, гликолитическое окисление которых порождает накопление цитрата и других метаболитов ЦТК в матриксе митохондрий. 
2. В цитозольном пространстве цитрат расщепляется специальной лиазой с образованием оксалоацетата и цитозольного ацетил-КоА, который поступает в систему синтеза высших жирных кислот:
{\displaystyle Citrate_{cytosolic}+CoA-SH+ATP\longrightarrow Oxaloacetate+Acetyl-CoA_{cytosolic}+ADP+P}
У животных ацетил-КоА является основой баланса между углеводным обменом и жировым обменом. Обычно ацетил-КоА из метаболизма жирных кислот поступает в цикл трикарбоновых кислот, содействуя энергетическому обеспечению клеток. В печени, когда уровень циркуляции жирных кислот высок, производство ацетил-КоА от разрыва жиров превышает энергетические потребности клетки. Чтобы использовать энергию, доступную из лишних ацетил-КоА, создаются кетоновые тела, которые затем могут циркулировать в крови.
В некоторых обстоятельствах это может привести к высокому уровню кетоновых тел в крови, состоянию, называемому кетозом, которое отличается от кетоацидоза, опасного состояния, способного повлиять на диабетиков.
У растений синтез новых жирных кислот происходит в пластидах. Многие растения запасают большие количества масел в семенах, чтобы поддерживать прорастание и ранний рост саженцов, пока они не перешли на питание от фотосинтеза. Жирные кислоты включены в липиды мембраны, главнейший компонент большинства мембран.

### Другие реакции
- Две молекулы ацетил-КоА могут быть соединены, чтобы создать ацетоацетил-КоА, что будет первым шагом в ГМГ-КоА/биосинтезе холестерина, предшествующем синтезу изопреноидов. У животных ГМГ-КоА — это жизненный предшественник синтеза холестерина и кетоновых тел.
- Ацетил-КоА — также источник ацетил-группы, включённой в определённые лизиновые остатки гистоновых и негистоновых белков в посттрансляционной модификации ацетилирования, реакции, катализируемой ацетилтрансферазой.
- У растений и животных цитозольный ацетил-КоА синтезируется АТФ-цитратлиазой. Когда глюкоза изобилует в крови животных, она преобразуется посредством гликолиза в цитозоле в пируват, а затем в ацетил-КоА в митохондрии. Избыток ацетил-КоА вызывает производство избыточных цитратов, которые переносятся в цитозоль, чтобы дать начало цитозольному ацетил-КоА.
- Ацетил-КоА может быть карбоксилирован в цитозоле в ацетил-КоА-карбоксилазу, давая начало малонил-КоА, необходимого для синтеза флавоноидов и родственных поликетидов, для удлинения жирных кислот (образование восков), для образования кутикулы и масла в семенах у членов рода Капуста, а также для малонации протеинов и других фитохимических соединений.
- У растений они включают в себя сесквитерпены, брассиностероиды (гормоны) и мембранные стеролы.